# Feira do Livro de Gotemburgo

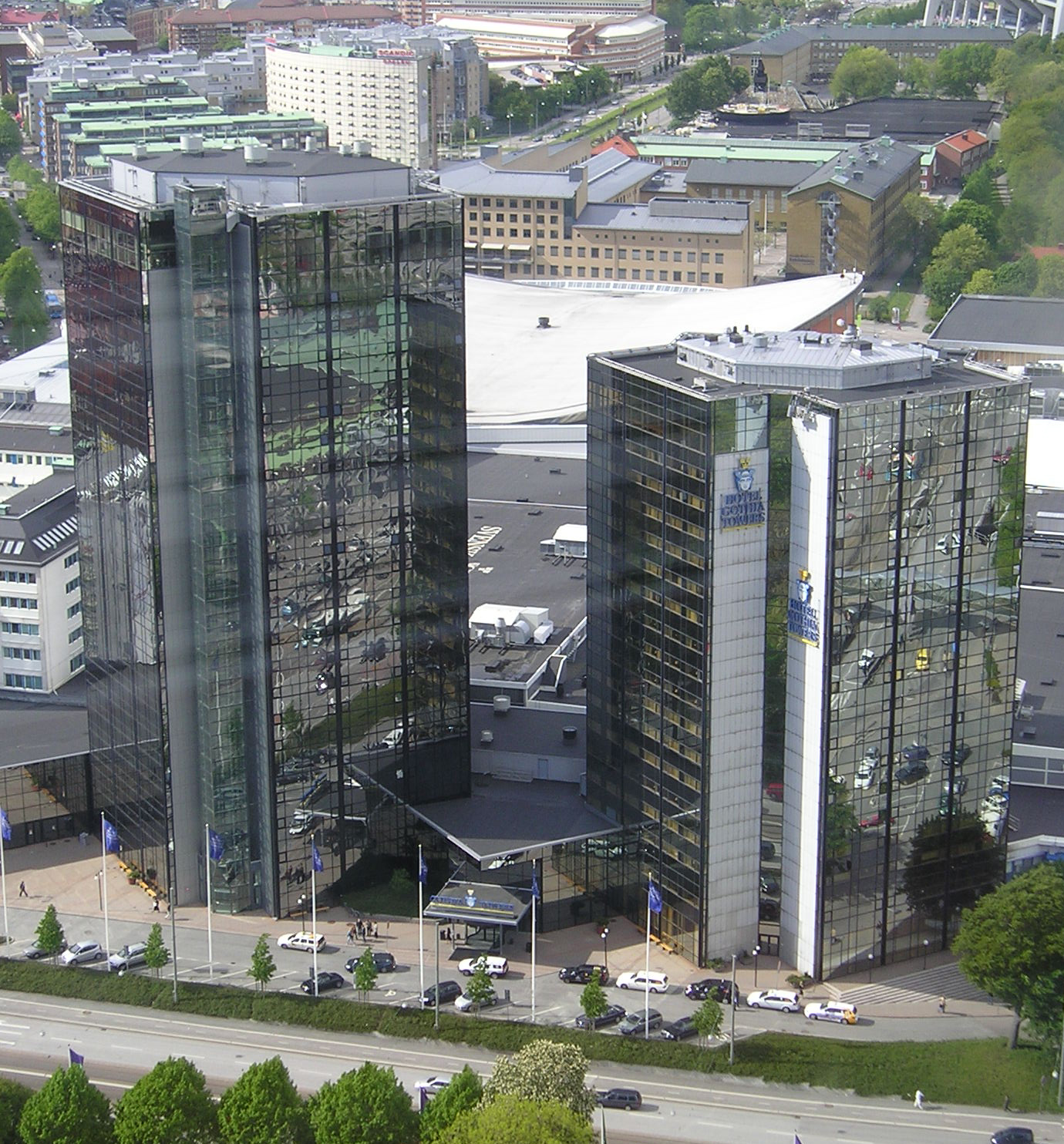
Centro de Exposições e Congressos da Suécia e Gothia Towers.

A Feira do Livro de Gotemburgo (Bokmässan) é organizada anualmente em agosto/setembro no Centro de Exposições e Congressos da Suécia (Svenska Mässan) em Gotemburgo. 

É o maior acontecimento cultural do livro e da biblioteca nos países nórdicos.

## Temas do ano - 2014:Brasile Vozes daCatalunha
O Brasil e a sua literatura estão em foco na Feira do Livro de Gotemburgo em 2014. 

25 escritores brasileiros estão convidados, entre os quais: Daniel Galera, Vanessa Bárbara, Ana Maria Marques, Andrea Del Fuego, Michel Laub, Daniel Munduruku, Roger Mello, Alice Sant´Anna, Bruna Beber, Jô Bilac, Henriques Britto,  Rogéria Gomes, Otávio Jr. e Sérgio Saboya. 

Como segundo tema, estão presentes algumas vozes da Catalunha através de 7 seminários sobre a literatura catalã atual. Entre outros, participam Núria Amat, Albert Sánchez Piñol e Jaume Cabré. 

## Tema do ano - 2009: Espanha
Este ano, a Espanha e a literatura em espanhol foram o tema central. 

Na cerimónia de inauguração subiu ao palco a escritora espanhola Rosa Montero.

Além dela, participaram ainda outras figuras conhecidas da literatura hispânica: Bernardo Atxaga, Isabel Allende, Ignacio Padilla, Horacio Castellanos Moya e Javier Marías.

A língua espanhola foi posta em foco, sendo apontado o facto de ser o terceiro maior idioma do planeta, com 400 milhões de falantes.

### Participação portuguesa - 2009
- Mini-seminário: Är Portugal fortfarande ett land fullt av poeter?
- Será Portugal ainda um país de poetas? A literatura contemporânea em português
  - Marianne Sandels conversa com Ana Luísa Amaral, Gonçalo M. Tavares e Ondjaki
  - Participantes: Ana Luísa Amaral, Gonçalo M. Tavares, Ondjaki

- Recepção para lançamento de 6 livros em sueco
  - Convidados: Ana Luísa Amaral, Gonçalo M. Tavares, Ondjaki

- Sessão de autógrafos: Ana Luísa Amaral, Gonçalo M. Tavares, Ondjaki

- Mini-seminário: Um romance negro sobre os crimes negros da História
  - Marianne Sandels conversa com Gonçalo M. Tavares

- Sessão de autógrafos: Gonçalo M. Tavares
  - Local: stand de Portugal - C01:04

- Encontro: A poesia de Ana Luísa Amaral (Läsningar med Ana Luísa Amaral)
  - Marianne Sandels conversa com Ana Luísa Amaral
  - Participantes: Ana Luísa Amaral och Marianne Sandels

- Sessão de autógrafos: Ana Luísa Amaral

- Encontro: A obra de Ondjaki
  - Yvonne Blank conversa com Ondjaki

- Sessão de autógrafos: Ondjaki